# Вікетт (Техас)
Вікетт (англ. Wickett) — місто (англ. town) в США, в окрузі Ворд штату Техас. Населення — 422 особи (2020).

## Географія
Вікетт розташований за координатами 31°34′2″ пн. ш. 103°0′21″ зх. д. / 31.56722° пн. ш. 103.00583° зх. д. (31.567325, -103.005948).  За даними Бюро перепису населення США в 2010 році місто мало площу 1,82 км², уся площа — суходіл.

## Демографія
Згідно з переписом 2010 року, у місті мешкало 498 осіб у 194 домогосподарствах у складі 134 родин. Густота населення становила 273 особи/км².  Було 221 помешкання (121/км²).
Расовий склад населення:
| - 79,1 % — білих - 2,4 % — чорних або афроамериканців - 0,6 % — корінних американців - 0,2 % — азіатів - 11,2 % — осіб інших рас |

До двох чи більше рас належало 6,4 %. Частка іспаномовних становила 30,7 % від усіх жителів.
За віковим діапазоном населення розподілялося таким чином: 28,9 % — особи молодші 18 років, 55,6 % — особи у віці 18—64 років, 15,5 % — особи у віці 65 років та старші. Медіана віку мешканця становила 35,2 року. На 100 осіб жіночої статі у місті припадало 104,1 чоловіків;  на 100 жінок у віці від 18 років та старших — 100,0 чоловіків також старших 18 років.
Середній дохід на одне домашнє господарство  становив 55 366 доларів США (медіана — 52 083), а середній дохід на одну сім'ю — 61 843 долари (медіана — 55 313). Медіана доходів становила 61 333 долари для чоловіків та 25 000 доларів для жінок. За межею бідності перебувало 9,1 % осіб, у тому числі 16,7 % дітей у віці до 18 років та 1,3 % осіб у віці 65 років та старших.
Цивільне працевлаштоване населення становило 184 особи. Основні галузі зайнятості: сільське господарство, лісництво, риболовля — 32,6 %, роздрібна торгівля — 15,2 %, транспорт — 12,5 %.